# Ghiacciaio Baxter
Il ghiacciaio Baxter è un ghiacciaio lungo circa 10 km situato nella regione centro-occidentale della Dipendenza di Ross, in Antartide. Il ghiacciaio, il cui punto più alto si trova 1200 m s.l.m., si trova in particolare nella regione orientale della dorsale Convoy, dove fluisce in direzione nord partendo dal versante settentrionale del nevaio Flight Desk e scorrendo tra i colli Glover, a ovest, e i colli Viking e Mars, a est, fino a unire il proprio flusso a quello al ghiacciaio Fry.

## Storia
Il ghiacciaio Baxter è stato scoperto dai membri della spedizione Terra Nova, condotta dal 1910 al 1913 e comandata dal capitano Robert Falcon Scott, ma è stato così battezzato solo in seguito da una spedizione neozelandese di ricerca antartica organizzata dall'Università Victoria di Wellington e svolta nel 1976-77, in onore del poeta neozelandese James K. Baxter.